# Be quiet!
be quiet! — це відомий бренд комп’ютерного обладнання, який є власністю німецької компанії Listan GmbH. Ця компанія спеціалізується на створенні блоків живлення, систем охолодження, комп’ютерних корпусів та корпусних вентиляторів. Основною метою "be quiet!" є задоволення потреб ентузіастів і геймерів. Штаб-квартира компанії розташована в Глінде, недалеко від міста Гамбурга. У даний час фірма має філії в Польщі, Тайвані та Китаї . Продукція "be quiet!" реалізується через дистриб'ютерів та посередників по всьому світу, починаючи зі Глінде.

## Історія
У 2002 році німецька компанія Listan GmbH зареєструвала торгову марку "be quiet!". Спочатку під торговою маркою продавалися лише блоки живлення для ПК, які володіли технологією мінімізації шуму. Починаючи з 2008 року, компанія вирішила роширити асортимент продукції "be quiet!" і додала продкукти для охолодження комп'ютерів, такі як процесорні кулери та корпусні вентилятори. У 2014 році до асортименту були додані ще комп'ютерні корпуси.

## Продукти

### Блоки живлення

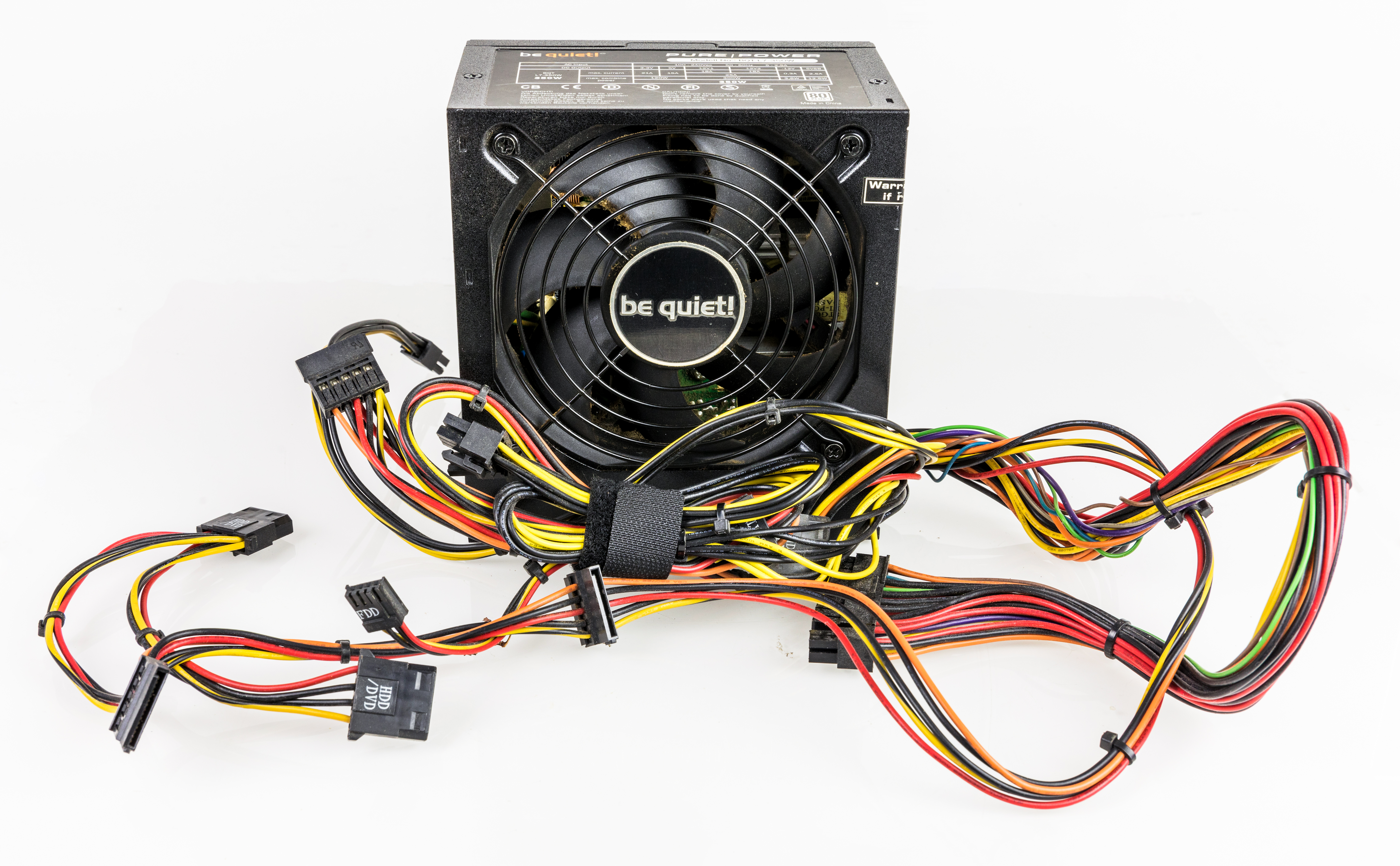
Be quiet! BQT L7-350W - блок живлення ATX

Основний продукція be quiet! — це блоки живлення ПК, що мають формат ATX . Однак тепер бренд також виробляє блоки живлення для систем з формфакторами SFX і TFX. Вироблені блоки живлення охоплюють широкий діапазон потужностей від 300 Вт до 1500 Вт і зосереджуються на використанні високоякісних компонентів для комп'ютерів.

### Комп'ютерні корпуси
У серпні 2014 року бренд be quiet! представив на ринку свій перший корпус для комп’ютера midi-tower Silent Base 800 і з того часу представив ще дві серії продуктів (Dark Base і Pure Base).

### Кулери

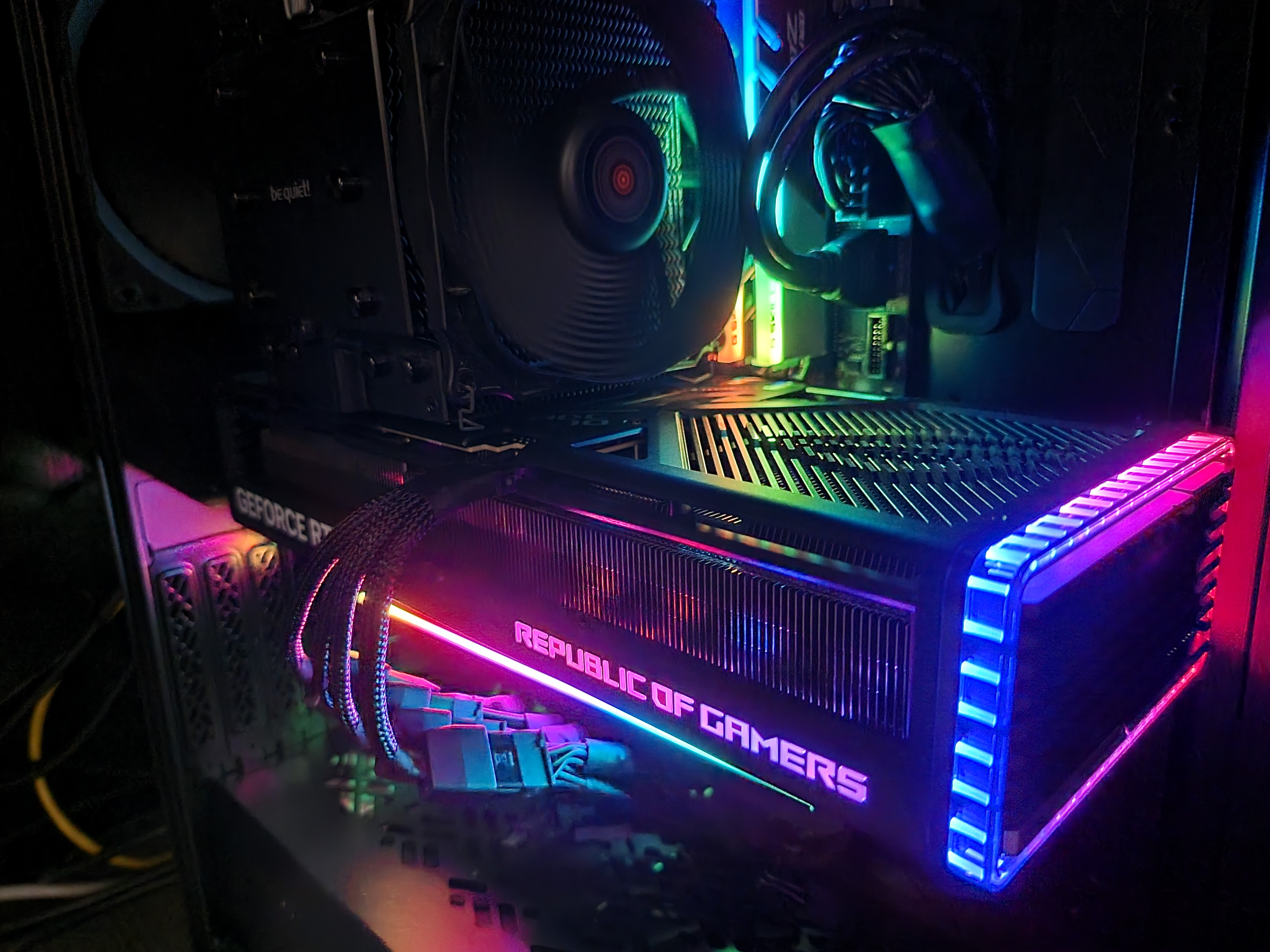
be quiet! Процесорний кулер Dark Rock Pro 4, встановлений у комп'ютері

У 2008 році "be quiet!" розширила свою лінійку продукції, представивши кулери для процессорів у різних архітектурних варіантів, таких  як tower, dual tower і top flow. Крім того, компанія також випускала моделі корпусних вентиляторів з технологією PWM та без неї, з розмірами кріплення від 80 до 140 міліметрів. У 2015 році be quiet! отримала нагороду European Hardware Awards за свою серію корпусних вентиляторів Pure Wings 2, що є щорічним визнанням найкращих апаратних продуктів на європейському ринку. Наступного року, у 2016 році, компанія додала до свого асортименту кулери для рядяного охолодження процесорів у форматах 240, 280 і 360 мм.

## Патенти та корисні розробки
Між 2009 і 2011 роками "be quiet!" розробила і подала заявки на кілька патентів і проектів в різних регіонах і країнах, спрямованих на зменшення рівня шуму та оптимізацію роботи компонентів охолодження та блоків живлення. Одним з таких прикладів є «технологія аеродинамічно оптимізованої текстури поверхні», яка використовується для зменшення робочого шуму і поліпшення повітряного потоку. Ця технологія застосована до всіх вентиляторів be quiet!. Корпусні вентилятори серії Silent Wings 2 і Shadow Wings мають ще один приклад запатентованої технології — «антивібраційні кріплення», які полегшують встановлення, зменшують вібрацію та надають гнучкість у виборі кріплення відповідно до застосування. Інша така технологія відома як «вузол амортизації вентилятора» дозволяє зменшити вібрацію за допомогою гумового ущільнювача та спростити процедури встановлення. Крім того, зареєстрований ще один винахід «пристрою для кріплення вентилятора» для процесорних кулерів сприяє простішому та акуратнішому монтажу. Компанія також впровадила «кутової установки роз’єму» для кабелів своїх блоків живлення, що дозволяє зручно регулювати положення кабелю залежно від конфігурації комп'ютера, поліпшуючи прокладку кабелів та циркуляцію повітря в корпусі.